# مدار ۳۰ درجه شمالی
مدار ۳۰ درجه شمالی، دایره‌ای از عرض جغرافیایی است که در ۳۰ درجه شمال خط استوا قرار دارد. و یک سوم فاصله استوا تا قطب شمال است. از شمال افریقا، نیمه جنوبی آسیا، اقیانوس آرام، امریکای شمالی و اقیانوس اطلس عبور می‌کند. ایران و افغانستان از جمله کشورهای واقع در این مدار است که این مدار از نیمه جنوبی آن می‌گذرد.

## گذر از مناطق
از نصف‌النهار مبدأ شروع می‌شود و به سمت مشرق ۳۰ درجه شمالی از موارد زیر گذر می‌کند:
| مختصات‌ها                                             | کشور، قلمرو یا دریا | توضیحات                                                                                                   |
| ---------------------------------------------------- | ------------------- | --- |
| ۳۰°۰′ شمالی ۰°۰′ شرقی / ۳۰٫۰۰۰°شمالی ۰٫۰۰۰°شرقی      | الجزایر             | |
| ۳۰°۰′ شمالی ۹°۲۸′ شرقی / ۳۰٫۰۰۰°شمالی ۹٫۴۶۷°شرقی     | لیبی                | |
| ۳۰°۰′ شمالی ۲۴°۵۶′ شرقی / ۳۰٫۰۰۰°شمالی ۲۴٫۹۳۳°شرقی   | مصر                 | |
| ۳۰°۰′ شمالی ۳۴°۳۲′ شرقی / ۳۰٫۰۰۰°شمالی ۳۴٫۵۳۳°شرقی   | اسرائیل             | |
| ۳۰°۰′ شمالی ۳۵°۱۱′ شرقی / ۳۰٫۰۰۰°شمالی ۳۵٫۱۸۳°شرقی   | اردن                | |
| ۳۰°۰′ شمالی ۳۸°۰′ شرقی / ۳۰٫۰۰۰°شمالی ۳۸٫۰۰۰°شرقی    | عربستان سعودی       | |
| ۳۰°۰′ شمالی ۴۳°۳۸′ شرقی / ۳۰٫۰۰۰°شمالی ۴۳٫۶۳۳°شرقی   | عراق                | |
| ۳۰°۰′ شمالی ۴۷°۹′ شرقی / ۳۰٫۰۰۰°شمالی ۴۷٫۱۵۰°شرقی    | کویت                | سرزمین اصلی و وربه                                                                                        |
| ۳۰°۰′ شمالی ۴۸°۹′ شرقی / ۳۰٫۰۰۰°شمالی ۴۸٫۱۵۰°شرقی    | خلیج فارس           | |
| ۳۰°۰′ شمالی ۴۸°۱۶′ شرقی / ۳۰٫۰۰۰°شمالی ۴۸٫۲۶۷°شرقی   | عراق                | |
| ۳۰°۰′ شمالی ۴۸°۲۷′ شرقی / ۳۰٫۰۰۰°شمالی ۴۸٫۴۵۰°شرقی   | ایران               | |
| ۳۰°۰′ شمالی ۴۸°۴۰′ شرقی / ۳۰٫۰۰۰°شمالی ۴۸٫۶۶۷°شرقی   | خلیج فارس           | |
| ۳۰°۰′ شمالی ۴۹°۳۳′ شرقی / ۳۰٫۰۰۰°شمالی ۴۹٫۵۵۰°شرقی   | ایران               | حدود 2km                                                                                                  |
| ۳۰°۰′ شمالی ۴۹°۳۴′ شرقی / ۳۰٫۰۰۰°شمالی ۴۹٫۵۶۷°شرقی   | خلیج فارس           | |
| ۳۰°۰′ شمالی ۵۰°۹′ شرقی / ۳۰٫۰۰۰°شمالی ۵۰٫۱۵۰°شرقی    | ایران               | |
| ۳۰°۰′ شمالی ۶۱°۰′ شرقی / ۳۰٫۰۰۰°شمالی ۶۱٫۰۰۰°شرقی    | افغانستان           | |
| ۳۰°۰′ شمالی ۶۶°۱۹′ شرقی / ۳۰٫۰۰۰°شمالی ۶۶٫۳۱۷°شرقی   | پاکستان             | ایالت بلوچستان پاکستان پنجاب (پاکستان)                                                                    |
| ۳۰°۰′ شمالی ۷۳°۳۳′ شرقی / ۳۰٫۰۰۰°شمالی ۷۳٫۵۵۰°شرقی   | هند                 | راجستان پنجاب (هند) هاریانا اوتار پرادش اوتاراکند                                                         |
| ۳۰°۰′ شمالی ۸۰°۴۳′ شرقی / ۳۰٫۰۰۰°شمالی ۸۰٫۷۱۷°شرقی   | نپال                | |
| ۳۰°۰′ شمالی ۸۲°۳۰′ شرقی / ۳۰٫۰۰۰°شمالی ۸۲٫۵۰۰°شرقی   | چین                 | منطقه خودمختار تبت سیچوآن چونگ‌کینگ هوبئی هونان Hubei آن‌هوئی جیانگشی Anhui چجیانگ — گذرکردن از شمال نانگبو |
| ۳۰°۰′ شمالی ۱۲۱°۳۸′ شرقی / ۳۰٫۰۰۰°شمالی ۱۲۱٫۶۳۳°شرقی | دریای چین شرقی      | Hangzhou Bay                                                                                              |
| ۳۰°۰′ شمالی ۱۲۱°۵۰′ شرقی / ۳۰٫۰۰۰°شمالی ۱۲۱٫۸۳۳°شرقی | چین                 | Zhejiang (جزیرهٔ Jintang, Zhoushan و Mount Putuo)                                                          |
| ۳۰°۰′ شمالی ۱۲۲°۲۴′ شرقی / ۳۰٫۰۰۰°شمالی ۱۲۲٫۴۰۰°شرقی | دریای چین شرقی      | Hangzhou Bay                                                                                              |
| ۳۰°۰′ شمالی ۱۲۹°۵۵′ شرقی / ۳۰٫۰۰۰°شمالی ۱۲۹٫۹۱۷°شرقی | ژاپن                | جزیرهٔ Kuchinoshima                                                                                        |
| ۳۰°۰′ شمالی ۱۲۹°۵۵′ شرقی / ۳۰٫۰۰۰°شمالی ۱۲۹٫۹۱۷°شرقی | اقیانوس آرام        | |
| ۳۰°۰′ شمالی ۱۱۵°۴۸′ غربی / ۳۰٫۰۰۰°شمالی ۱۱۵٫۸۰۰°غربی | مکزیک               | شبه‌جزیره باخا کالیفرنیا                                                                                   |
| ۳۰°۰′ شمالی ۱۱۴°۳۲′ غربی / ۳۰٫۰۰۰°شمالی ۱۱۴٫۵۳۳°غربی | خلیج کالیفرنیا      | |
| ۳۰°۰′ شمالی ۱۱۲°۴۴′ غربی / ۳۰٫۰۰۰°شمالی ۱۱۲٫۷۳۳°غربی | مکزیک               | |
| ۳۰°۰′ شمالی ۱۰۴°۴۱′ غربی / ۳۰٫۰۰۰°شمالی ۱۰۴٫۶۸۳°غربی | ایالات متحده آمریکا | تگزاس لوئیزیانا — گذرکردن از شمال نیواورلئان                                                              |
| ۳۰°۰′ شمالی ۸۹°۲۷′ غربی / ۳۰٫۰۰۰°شمالی ۸۹٫۴۵۰°غربی   | خلیج مکزیک          | |
| ۳۰°۰′ شمالی ۸۸°۵۰′ غربی / ۳۰٫۰۰۰°شمالی ۸۸٫۸۳۳°غربی   | ایالات متحده آمریکا | لوئیزیانا - Chandeleur Islands                                                                            |
| ۳۰°۰′ شمالی ۸۸°۵۰′ غربی / ۳۰٫۰۰۰°شمالی ۸۸٫۸۳۳°غربی   | خلیج مکزیک          | |
| ۳۰°۰′ شمالی ۸۵°۳۰′ غربی / ۳۰٫۰۰۰°شمالی ۸۵٫۵۰۰°غربی   | ایالات متحده آمریکا | فلوریدا                                                                                                   |
| ۳۰°۰′ شمالی ۸۴°۲۲′ غربی / ۳۰٫۰۰۰°شمالی ۸۴٫۳۶۷°غربی   | خلیج مکزیک          | Apalachee Bay                                                                                             |
| ۳۰°۰′ شمالی ۸۳°۵۱′ غربی / ۳۰٫۰۰۰°شمالی ۸۳٫۸۵۰°غربی   | ایالات متحده آمریکا | فلوریدا                                                                                                   |
| ۳۰°۰′ شمالی ۸۱°۱۹′ غربی / ۳۰٫۰۰۰°شمالی ۸۱٫۳۱۷°غربی   | اقیانوس اطلس        | |
| ۳۰°۰′ شمالی ۹°۴۳′ غربی / ۳۰٫۰۰۰°شمالی ۹٫۷۱۷°غربی     | مراکش               | |
| ۳۰°۰′ شمالی ۵°۸′ غربی / ۳۰٫۰۰۰°شمالی ۵٫۱۳۳°غربی      | الجزایر             | |